# Pignata
Pignata, auch Pignatte, Pignatella oder Pignatolo, war ein italienisches Volumenmaß und wurde als Ölmaß genutzt.
- 32 Pignata = 1 Staja
- 320 Pignata = 1 Salma

Eine Pignata war unterschiedlich und betrug in 
Apulien
- 1 Pignata = 24 1⁄4 Pariser Kubikzoll = 12⁄25 Liter

Bari
- 1 Pignata = 26 1⁄16 Pariser Kubikzoll = 1⁄2 Liter

Kalabrien
- 1 Pignata = 48 Pariser Kubikzoll = 1 1⁄2 Liter

Neapel
In Neapel wurde die Pignata nach dem Gewicht berechnet und es galt
- 1 Pignata = 544 3⁄7 Gramm[3]